# Kalinowo (Giżycko)

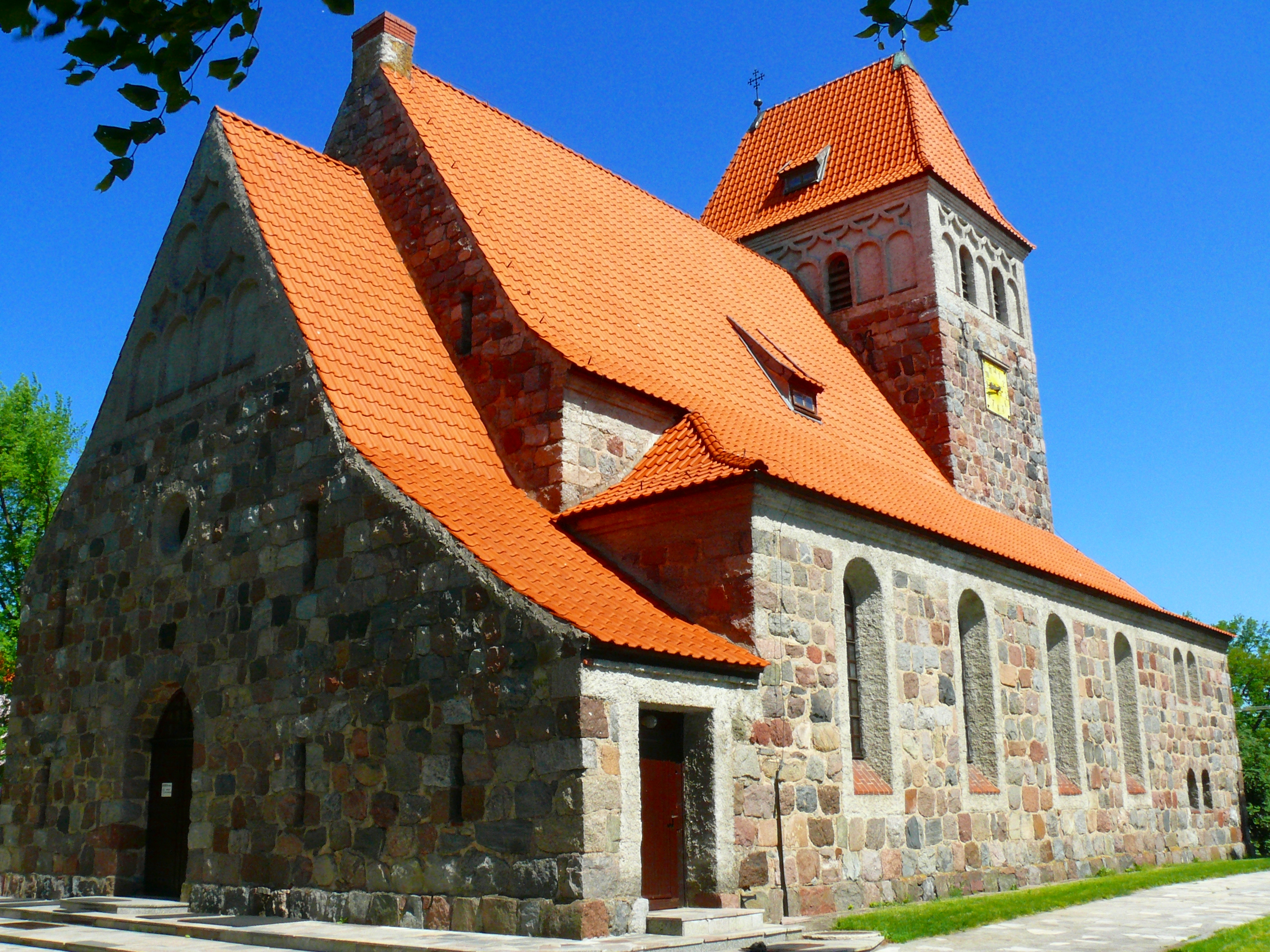
Alte Feldsteinkirche von Kallinowen

Kalinowo (deutsch Kallinowen) ist ein Ort in der polnischen Woiwodschaft Ermland-Masuren, der zur Gmina Giżycko (Landgemeinde Lötzen) im Powiat Giżycki (Kreis Lötzen) gehört.

## Geographische Lage
Kalinowo liegt am Westufer des Taita-Sees (polnisch Jezioro Tajty) im nördlichen Osten der Woiwodschaft Ermland-Masuren, sieben Kilometer westlich der Kreisstadt Giżycko (Lötzen).

## Geschichte

Ortslagen von Groß Wronnen, Klein Wronnen, Kallinowen am Taita-See (um 1816)

Das frühere Kallinowen bestand ursprünglich aus zwei großen Höfen. Im Jahr 1559 wurde der Ort gegründet. Am 12. August jenes Jahres verlieh Herzog Albrecht dem Andresen König das Gut Kallinowen mit drei Hufen Übermaß. Im Jahr 1785 wurde Kallinowen ein köllmisch Gut mit drei Feuerstellen genannt, 1818 ein köllmisch Dorf mit vier Feuerstellen und 20 Einwohnern.
Im Jahre 1874 wurde Kallinowen, nunmehr eine eigenständige Landgemeinde, in den neu errichteten Amtsbezirk Kamionken (polnisch Kamionki) eingegliedert, der – 1928 bis 1945 „Amtsbezirk Steintal“ genannt – zum Kreis Lötzen im Regierungsbezirk Gumbinnen (1905 bis 1945: Regierungsbezirk Allenstein) in der preußischen Provinz Ostpreußen gehörte.
Die Einwohnerzahl Kallinowens betrug im Jahr 1910 insgesamt 54, im Jahr 1925 noch 45.
Aufgrund der Bestimmungen des Versailler Vertrags stimmte die Bevölkerung im Abstimmungsgebiet Allenstein, zu dem Kallinowen gehörte, am 11. Juli 1920 über die weitere staatliche Zugehörigkeit zu Ostpreußen (und damit zu Deutschland) oder den Anschluss an Polen ab. In Kallinowen stimmten 20 Einwohner für den Verbleib bei Ostpreußen, auf Polen entfielen keine Stimmen.
Am 1. Oktober 1936 wurde Kallinowen nach Groß Wronnen (polnisch Wrony) eingemeindet und verlor damit seine Eigenständigkeit.
In Kriegsfolge kam das Dorf 1945 mit dem südlichen Ostpreußen zu Polen und trägt seither die polnische Namensform „Kalinowo“. Es ist heute eine Ortschaft innerhalb der Gmina Giżycko (Landgemeinde Lötzen) im Powiat Giżycki, vor 1998 der Woiwodschaft Suwałki, seither der Woiwodschaft Ermland-Masuren zugeordnet.

## Religionen
Bis 1945 war Kallinowen in die Evangelische Pfarrkirche Lötzen in der Kirchenprovinz Ostpreußen der Kirche der Altpreußischen Union sowie in die Katholische Pfarrkirche St. Bruno Lötzen im Bistum Ermland eingepfarrt.
Heute gehört Kalinowo zur Pfarrei Zur Göttlichen Vorsehung in Sterławki Wielkie (Groß Stürlack) mit der Filialgemeinde in Sterławki Małe (Klein Stürlack) im Bistum Ełk (Lyck) der Römisch-katholischen Kirche in Polen bzw. zur Evangelischen Pfarrkirche in Giżycko in der Diözese Masuren der Evangelisch-Augsburgischen Kirche in Polen.

## Verkehr
Kalinowo liegt an der bedeutenden polnischen Woiwodschaftsstraße DW 592 (ehemalige deutsche Reichsstraße 135), die die Kreisstädte Bartoszyce (Bartenstein), Kętrzyn (Rastenburg) und Giżycko (Lötzen) miteinander verbindet.
Die nächste Bahnstation ist Sterławki Małe (Klein Stürlack) an der PKP-Bahnstrecke Głomno–Białystok.